# Teatro d'arte drammatica di Mariupol'
Il Teatro d'arte drammatica di Mariupol' (in ucraino Маріупольський драматичний театр?; in russo  Мариупольский драматический театр?, Mariupol'skij dramatičeskij teatr) è il nome di una compagnia teatrale della città di Mariupol' nata nel 1878 nonché il nome del teatro dove la compagnia allestisce i propri spettacoli. L'edificio moderno del teatro fu costruito nel 1960.

## Storia della compagnia

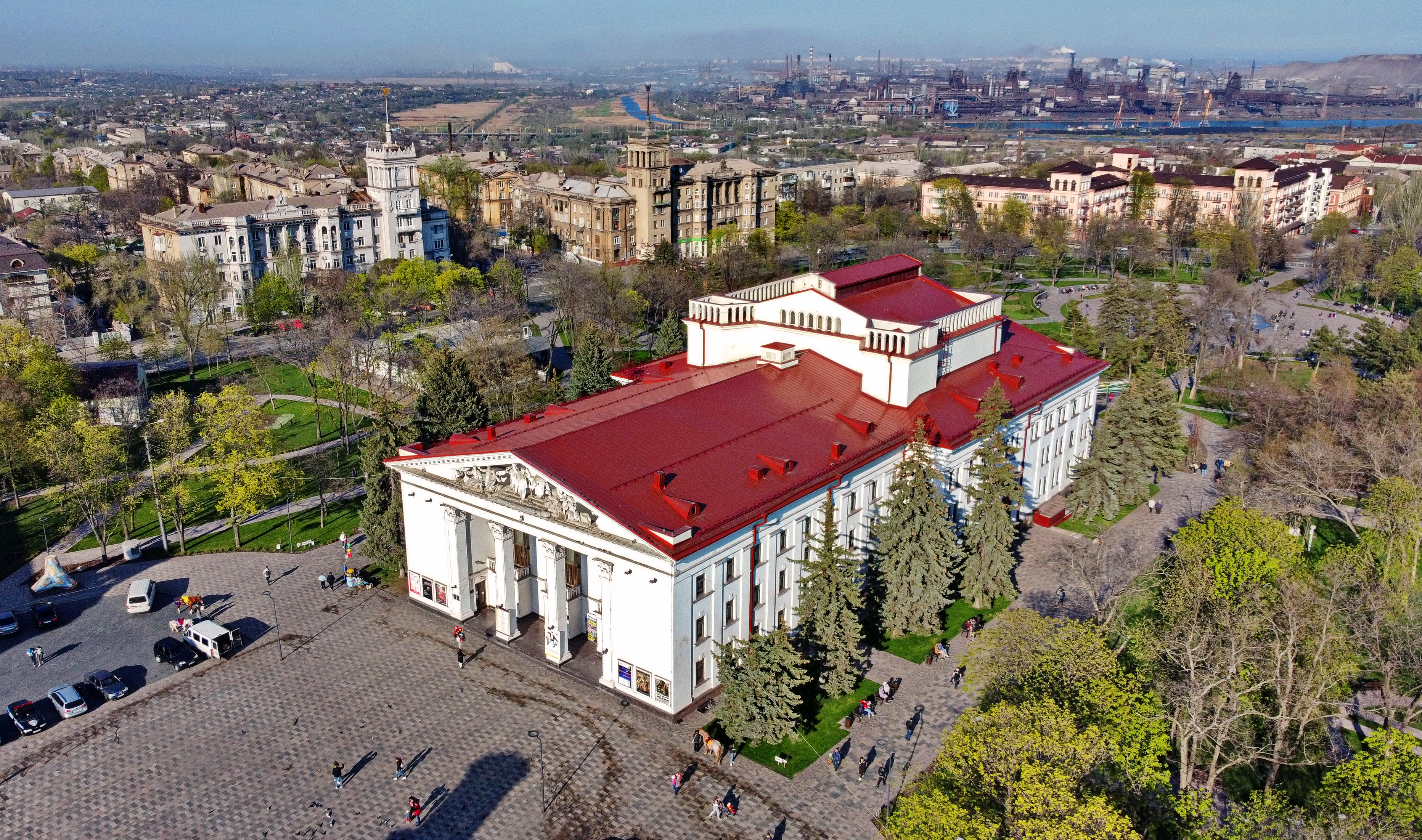
Il teatro nel 2021

Nel 1847 per la prima volta arrivò a Mariupol' una compagnia teatrale diretta dall’impresario Vinogradov. Poiché in città non esisteva ancora un edificio teatrale, la compagnia si esibiva in un granaio affittato situato in ulica (via) Ekaterininskaja (oggi prospekt Mira).
Durante gli anni '50 e '60 dell'Ottocento, nel granaio del proprio cortile, Popov, un abitante locale, allestì il primo spazio teatrale della città, chiamato Tempio della musa Melpomene: l'edificio era privo delle condizioni minime necessarie, ma per diverse stagioni vi si esibirono numerose compagnie con attori provinciali dell’epoca, tra cui: Aleksandrov, Neverova, Medvedeva, Stoppel', Novickij, Minskij, Prokof'ev, Piloni e altri.
Nel 1878 Vasily Leontiiovič Šapovalov, figlio di un ricco mercante cittadino, affitta uno spazio da adibire a teatro stabille della prima compagnia teatrale professionista dell'intera regione di Donec'k. Nove anni più tardi, grazie ai finanziamenti dello stesso Šapovalov, al teatro viene data una nuova sede, dotata di ampio palcoscenico e capace di ospitare 800 spettatori, inizialmente chiamata Sala Concerti e poi Teatro d'inverno. La nuova sede viene inaugurata l'8 novembre con l'allestimento de L'ispettore generale di Nikolaj Vasil'evič Gogol'.
Dopo la rivoluzione russa, la gestione del teatro passa nel 1920 ad un collettivo chiamato Teatro nuovo che a partire dal 1936 può esibirsi in una nuova sede, la prima ad occupare lo spazio ancora oggi utilizzato. Nel 1947 la compagnia viene sciolta.
A seguito della decisione nel 1959 di rifondare la compagnia sotto il nome di Teatro d'arte drammatica dell'oblast' di Donec'k e di dare al teatro lo status di teatro nazionale del Donec'k, l'edificio è rinnovato e il 2 novembre dell'anno successivo si tiene lo spettacolo d'inaugurazione del nuovo teatro mettendo in scena Una storia di Irkutsk di Aleksei Nikolaevič Arbuzov.
Nel 1978, in occasione del centenario della nascita della compagnia, le viene conferito l'Ordine del distintivo d'onore per i suoi meriti nell'arte teatrale. Mentre nel 2007 il ministero della cultura e del turismo le riconosce lo status di accademia.

## Architettura
Il più recente degli edifici che hanno ospitato il teatro fu edificato nel 1960 dagli architetti Krylov e Malyšenko sul luogo del precedente costruito nel 1936 che aveva, a sua volta, utilizzato l'area in cui si ergeva la chiesa di Santa Maria Maddalena sorta nel 1862 ma chiusa in epoca sovietica.
Costruito in stile neoclassico con la tipica pietra grigia proveniente dalle cave di Inkerman, presentava numerosi decorazioni in stucco. Il timpano ospitava un gruppo scultoreo raffigurante operai metallurgici e contadini, le più comuni professioni dell'epoca nella regione.
Nel 1985 venne aggiunto al teatro anche un secondo palco più piccolo con una platea di 70 posti.

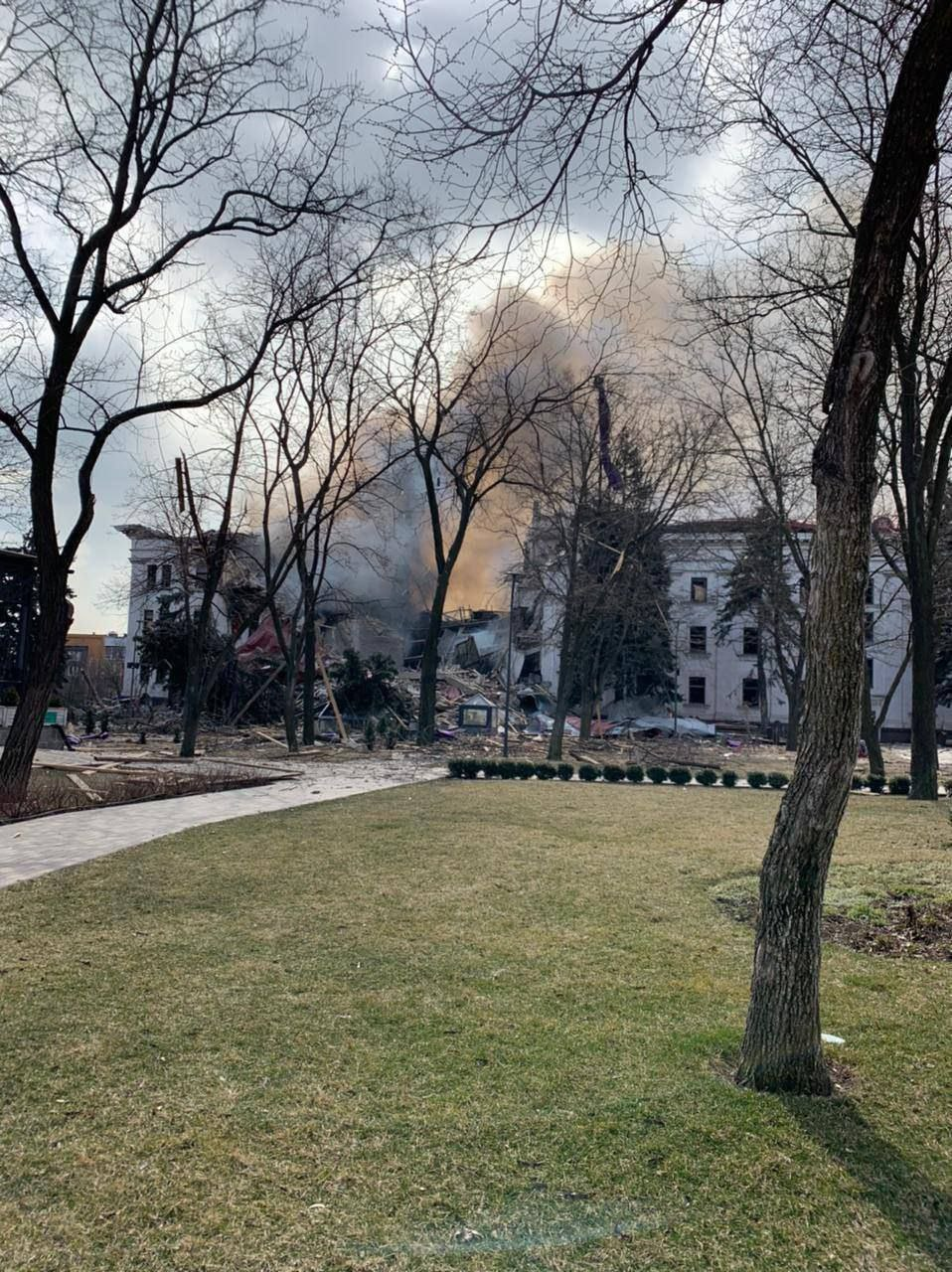
Durante l'invasione russa dell'Ucraina del 2022 il teatro è stato bombardato

Il 16 marzo 2022, nell'assedio alla città durante l'invasione russa dell'Ucraina, il teatro è stato in buona parte distrutto da bombardamenti.
Nel 2023 sono stati avviati i lavori di restauro dell’edificio, mentre la compagnia teatrale è ospitata nell'ala ristrutturata della filarmonica.